# John Bramhall
Pour les articles homonymes, voir Bramhall (homonymie).

John Bramhall est un théologien et évêque anglican né en 1594 à Pontefract, dans le Yorkshire, et mort le 25 juin 1663 à Omagh.

## Biographie
Évêque de Derry à partir de 1634, il fut obligé sous la domination d'Olivier Cromwell de s'expatrier à cause de son attachement pour les Stuarts, revint en Angleterre après la Restauration, et fut nommé par Charles II archevêque d'Armagh, primat et métropolitain d'Irlande en 1661.
Ses ouvrages, destinés presque tous à défendre la Réformation contre le Catholicisme ont été rassemblés avec sa Vie à Dublin en 1677, in-folio. 
Son ouvrage le plus important est publié à Londres en 1658, sous le titre The Catching of Leviathan, or The Great Whale. C'est l'aboutissement d'une controverse avec Thomas Hobbes, sur son livre Léviathan, dont il attaque la doctrine théologique et le système politique, notamment sur la question de la liberté. L'opuscule a d'abord été publié en français, sous le titre La capture de Léviathan, ou, la grande baleine. Où il est démontré, à l'aide des propres œuvres de M. Hobbes, qu'aucun homme, étant un hobbiste convaincu, ne peut être un bon chrétien ou un bon citoyen, ni se réconcilier avec lui-même, parce que ses principes sont non seulement destructeurs de toute religion mais de toutes sociétés (éteignant tout lien entre prince et sujet, maître et serviteur, père et enfant, mari et femme), et qu'ils abondent en contradictions palpables.